# Bandar Abbas flygplats
Bandar Abbas flygplats (persiska: فرودگاه بندرعباس ) är en internationell flygplats i södra Iran. Den ligger öster om hamnstaden Bandar Abbas i provinsen Hormozgan. Flygplatsen ligger 6 meter över havet.